# Marian Miśkiewicz

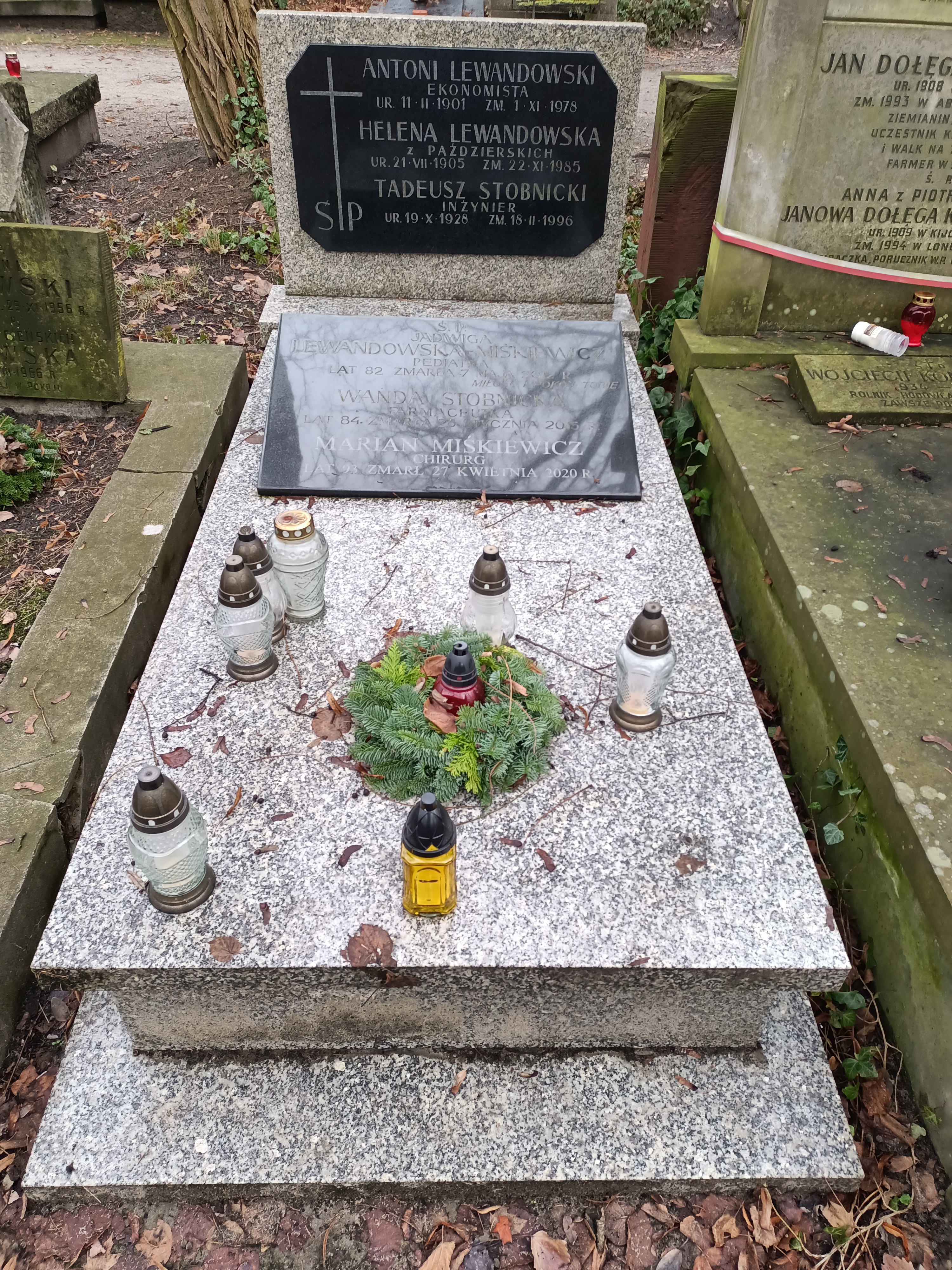
Grób Mariana Miśkiewicza na cmentarzu Powązkowskim

Marian Wojciech Miśkiewicz (ur. 2 października 1926 w Poznaniu, zm. 27 kwietnia 2020) – polski lekarz i polityk, minister zdrowia i opieki społecznej w latach 1991–1992.

## Życiorys
W okresie powojennym był członkiem PSL. W 1952 ukończył studia na Wydziale Lekarskim Uniwersytetu Poznańskiego. W latach 1958–1962 pracował w szpitalu powiatowym w Będzinie, później do 1963 był asystentem w jednej z klinik Akademii Medycznej w Warszawie. Od 1958 do 1980 był urzędnikiem w resorcie zdrowia. W 1972 uzyskał stopień doktora nauk medycznych. Współpracował ze Światową Organizacją Zdrowia.
Był współtwórcą Instytutu Kardiologii w Aninie, w latach 1980–2001 pełnił funkcję zastępcy dyrektora tej instytucji do spraw klinicznych i organizacyjnych. Był również prezesem Polskiego Towarzystwa Szpitalnictwa. W 1980 został członkiem „Solidarności”.
W grudniu 1991 został powołany na stanowisko ministra zdrowia i opieki społecznej w rządzie Jana Olszewskiego, stanowisko piastował do lipca 1992. Był prezesem zarządu Fundacji Instytutu Kardiologii i Polskiego Towarzystwa Szpitalnictwa.
6 maja 2020 został pochowany na cmentarzu Powązkowskim w Warszawie (kwatera 232-2-10).

## Odznaczenia
W 1997 odznaczony Krzyżem Komandorskim Orderu Odrodzenia Polski.